# 아미르 아베드자데
아미르 아베드자데(페르시아어: امیر عابدزاده, Amir Abedzadeh, 1993년 4월 26일 ~ )는 이란의 축구 선수로 현재 포르투갈의 마리티무에서 골키퍼로 뛰고 있다.

## 기타
그의 아버지는 이란의 레전드 골키퍼 아흐마드 레자 아베드자데의 아들이다.